# Мужская сборная Нидерландов по флорболу
Мужская национальная сборная Нидерландов по флорболу — представляет Нидерланды на международных соревнованиях по флорболу. Управляющей организацией является Ассоциация флорбола Нидерландов (англ. Netherlands Floorball Association).

## Результаты выступлений

### Чемпионаты мира
| Год        | Победы         | Ничьи          | Поражения      | Место          |
| ---------- | -------------- | -------------- | -------------- | -------------- |
| 1996—2000  | не участвовали | не участвовали | не участвовали | не участвовали |
| 2002       | 2              | 0              | 3              | 19             |
| 2004       | 1              | 1              | 3              | 14             |
| 2006       | 4              | 0              | 2              | 13             |
| 2008       | 1              | 0              | 4              | 19             |
| 2010—н. в. | не участвовали | не участвовали | не участвовали | не участвовали |